# Zonopimpla nigriceps
Zonopimpla nigriceps är en stekelart som först beskrevs av Brulle 1846.  Zonopimpla nigriceps ingår i släktet Zonopimpla och familjen brokparasitsteklar. Inga underarter finns listade i Catalogue of Life.